# Février 2023
Février 2023 est le deuxième mois de l'année 2023.

## Environnement
Avec 1,79 million de km², la banquise antarctique connaît un record de fonte et atteint sa taille la plus basse jamais enregistrée. De plus, les températures inhabituellement élevées de la surface des océans ralentissent sa reconstitution durant les mois suivants, résultant en sa taille maximale de l'année la plus basse enregistrée en septembre 2023.

## Événements
- 13 janvier au 4 février : Championnat d'Afrique des nations de football.
- 1er au 11 février : Coupe du monde des clubs de la FIFA 2022, au Maroc.
- 1er au 14 février : tournoi des candidates du Championnat du monde féminin d'échecs.
- 1er février : la comète à longue période C/2022 E3 (ZTF) effectue son approche la plus proche de la Terre[2].
- 2 février : 
  - Inauguration au Salvador du Centre de confinement du terrorisme, la plus grande prison du monde avec 40 000 places[3].
  - les Philippines permettent aux forces armées des États-Unis d'accéder à quatre bases militaires supplémentaires, accélérant ainsi la pleine mise en œuvre de l'Accord de coopération renforcée en matière de défense[4].
- 3 février :
  - sabordage de l'ex-porte-avions São Paulo (ex : porte-avions Foch) par la marine brésilienne à 350 km des côtes brésiliennes et 5 000 m de profondeur[5];
  - un second ballon chinois est repéré au-dessus de l'Amérique latine.
- 4 février : un ballon chinois est abattu au-dessus de l'océan Atlantique  par un missile de l'US Air Force après avoir survolé le Canada et les États-Unis.
- 5 février :
  - élection présidentielle à Chypre (1er tour) ;
  - référendum constitutionnel en Équateur, l'ensemble des propositions sont rejetées ;
  - élections nationales à Monaco, l'Union nationale remporte l'intégralité des sièges.
- 6 février :
  - référendum sur la création d'une région d'Éthiopie du Sud ;
  - deux séismes en Turquie et Syrie font plus de 50 000 morts ;
  - Début des combats pour le contrôle de la ville de Las Anod au Somaliland. Au 22 février, le bilan serait entre 100 à 150 tués et de 185 000 personnes déplacées. 60 000 réfugiés ont pris la fuite vers l’Éthiopie[6];
  - la Chine déclare que le ballon au-dessus de l'Amérique du Sud lui appartient et qu'il serait civil et non espion.
- 6 au 19 février : Championnats du monde de ski alpin 2023 à Courchevel-Méribel (France).
- 8 février au 19 février : Championnats du monde de biathlon 2023.
- 9 février : le gouvernement du Nicaragua libère 222 prisonniers politiques et les envoie aux États-Unis[7].
- 10 février : Dorin Recean est nommé Premier ministre de Moldavie après la démission de Natalia Gavrilița.
- 12 février :
  - élection présidentielle à Chypre (2d tour), Níkos Christodoulídis est élu ;
  - élections régionales à Berlin en Allemagne, pour la première fois depuis 1999, les chrétiens-démocrates devancent les sociaux-démocrates, sans pour autant faire perdre aux partis de la coalition au pouvoir leur majorité en sièges.
- 13 février :
  - au Bangladesh, Mohammad Shahabuddin est élu président ;
  - 2023 CX1 se désintègre dans l'atmosphère terrestre, devenant le septième astéroïde découvert avant son impact sur la Terre.
- 14 février :
  - en Afrique du Sud, 20 personnes sont tuées et 68 autres blessées par une collision frontale entre un bus de tourisme et une camionnette blindée de transport de fonds à Makhado[8];
  - dans un contexte où Maia Sandu, la présidente de la Moldavie, dit craindre un coup d’État soutenu par la Russie sur fond de guerre dans l'Ukraine voisine[9], le passage d'un drone dans l'espace aérien moldave entraîne la fermeture de celui-ci[10].
- 15 février : un article publié par The Guardian révèle une importante campagne de désinformation menée par une entreprise israélienne nommée Team Jorge, dirigée par l'ancien membre des forces spéciales israéliennes Tal Hanan, qui aurait influencé les élections de plusieurs pays à travers le monde[11].
- 16 au 26 février : 73e édition du festival du film de Berlin.
- 17 février : dix-huit immigrants illégaux sont retrouvés morts dans un camion abandonné près de Sofia, en Bulgarie[12].
- 17 au 19 février : Conférence de Munich sur la sécurité en Allemagne.
- 18 février : la marine sud-africaine organise un exercice militaire conjoint de dix jours dans l'océan Indien avec la Russie et la Chine. L'exercice est nommé « Mosi II » d'après le mot tswana signifiant « fumée »[13].
- 19 février : l'Union africaine annonce l'organisation d'une conférence de paix pour faire face à l'instabilité en Libye[14].
- 19 février au 5 mars : Championnats du monde de ski acrobatique à Bakouriani en Géorgie.
- 20 février : un troisième cas de guérison du SIDA, après une greffe de cellules souches, est révélé au travers d'une publication dans Nature Medicine.
- 21 février :
  - le président russe Vladimir Poutine suspend la participation de la Russie au nouveau traité START, le dernier pacte de contrôle des armements nucléaires restant avec les États-Unis, citant l'objectif américain de la défaite de la Russie en Ukraine[15];
  - le cyclone Freddy fait au moins quatre morts à Madagascar[16].
- 23 février : Oman ouvre son espace aérien aux compagnies aériennes israéliennes pour la première fois. l'Israël qualifie cette décision d'historique[17].
- 24 février : élections législatives à Djibouti.
- 25 février : élection présidentielle, élections législatives et élections sénatoriales au Nigeria, Bola Tinubu est élu président.
- 26 février : en Italie, au moins 62 immigrants clandestins  meurent dans le naufrage de leur bateau en Calabre[18].
- 27 février : le cadre de Windsor, accord signé entre le Royaume-Uni et l'Union européenne, modifie nettement le protocole sur l'Irlande du Nord.
- 28 février : en Grèce, une collision ferroviaire entre Athènes et Thessalonique fait au moins 36 morts et 85 blessés[19].